# Asterella odora
Asterella odora là một loài rêu trong họ Aytoniaceae. Loài này được S. Hatt. mô tả khoa học đầu tiên năm 1944.